# Widzew Łódź
RTS Widzew Łódź je polský fotbalový klub sídlící ve městě Lodž. Byl založen v roce 1910, jeho název pochází od jména městské čtvrti, zatímco RTS je zkratka pro Dělnické Sportovní Sdružení (v polštině Robotnicze Towarzystwo Sportowe). Klub založili polští dělníci a němečtí průmyslníci, kteří byli zaměstnanci Widzewské textilní manufaktury zvané WIMA. Zpočátku se klub jmenoval Sdružení pro Tělesný Rozvoj Widzew (v polštině Towarzystwo Miłośników Rozwoju Fizycznego Widzew), protože v té době byla Lodž pod vládou ruského cara a v názvu klubu nebylo možné použít přídavné jméno "dělnický" (v polštině Robotniczy). Widzew byl mistrem nejvyšší ligové soutěže v letech 1981, 1982, 1996 a 1997.
V létě 2015 klub zkrachoval a jeho místo zaujal subjekt Sdružení pro Obnovu Sportovních Tradic (v polštině Stowarzyszenie Reaktywacja Tradycji Sportowych) Widzew Łódź, který byl zařazen do polské 4. ligy. Zakladateli tohoto nového výtvoru byli fanoušci Widzewa. Od roku 2022 hraje klub opět v nejvyšší lize. Klubové barvy jsou červená, bílá a červená. Proto se jeho příznivcům, kteří údajně patří k nejhorlivějším a nejpočetnějším v Polsku, říká Rudá Armáda (v polštině Czerwona Armia). Motto klubu zní Společně Tvoříme Sílu (v polštině Razem Tworzymy Siłę) a Vždy ve 12 (v polštině Zawsze w 12) což má naznačovat, že jeho fanoušci jsou dvanáctým hráčem týmu. Klub hraje své zápasy na svém stadionu, který se nachází v Lodži na třídě Marszałka Józefa Piłsudskiego 138. Stadion nese neoficiální, ale běžně používaný název Srdce Lodže (v polštině Serce Łodzi). Od února 2021 je hráčem Widzewu Marek Hanousek. 

## Úspěchy

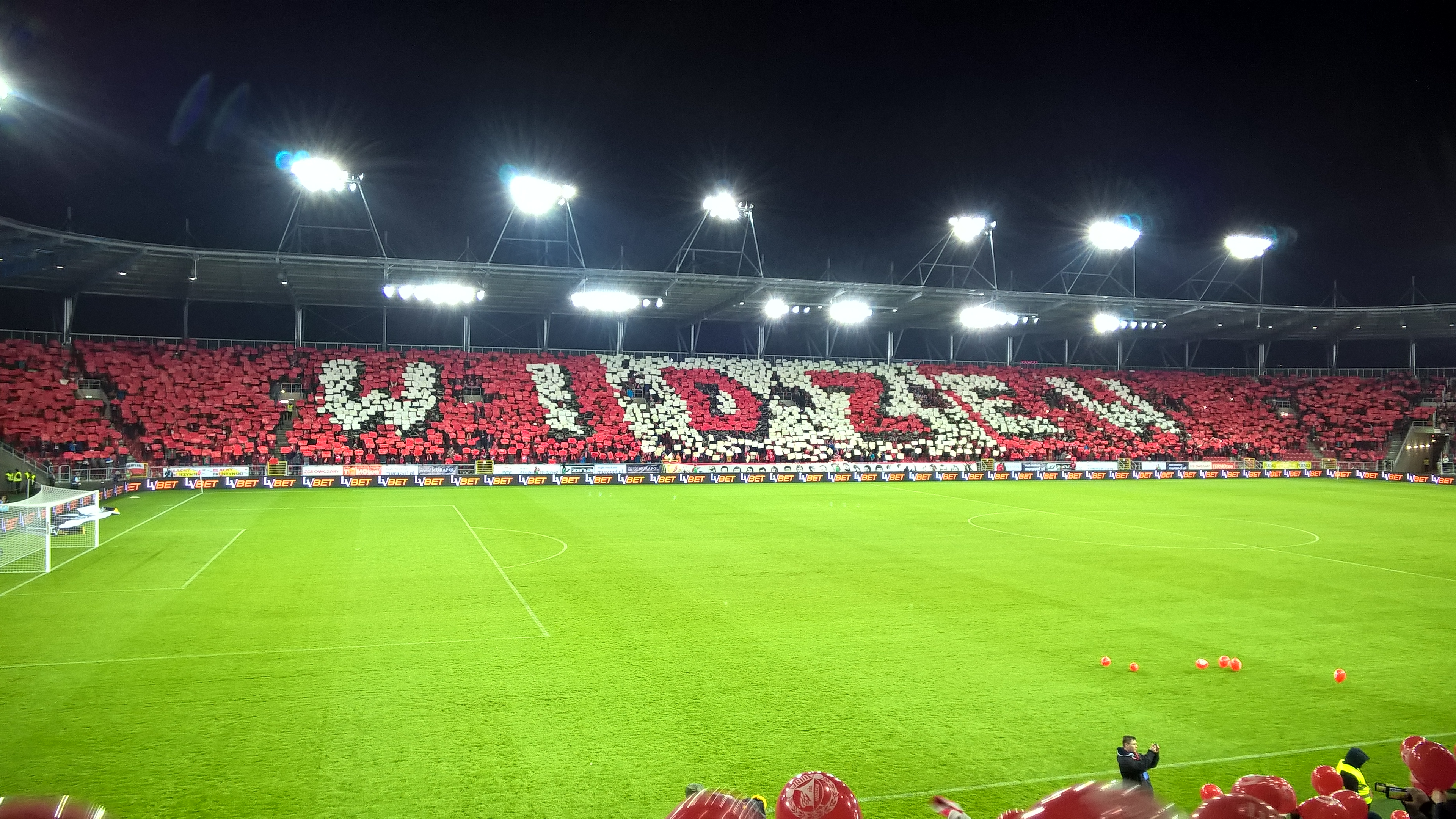
Stadion Widzewa Łódź

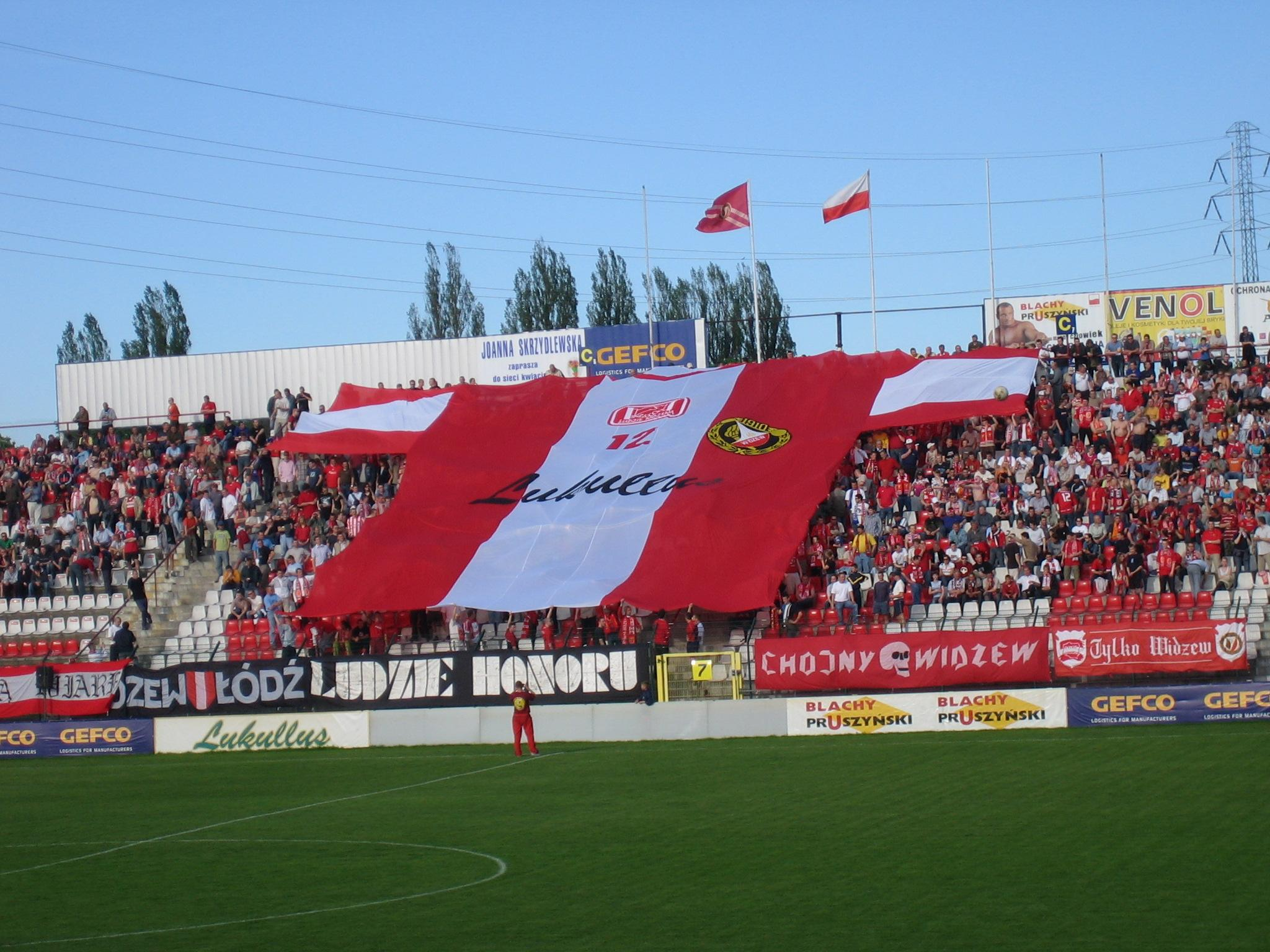
Stadion Widzewa Łódź

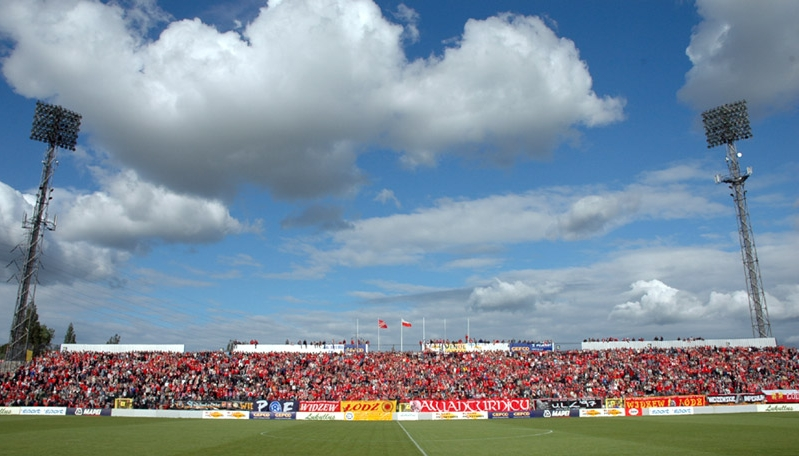
Stadion Widzewa Łódź

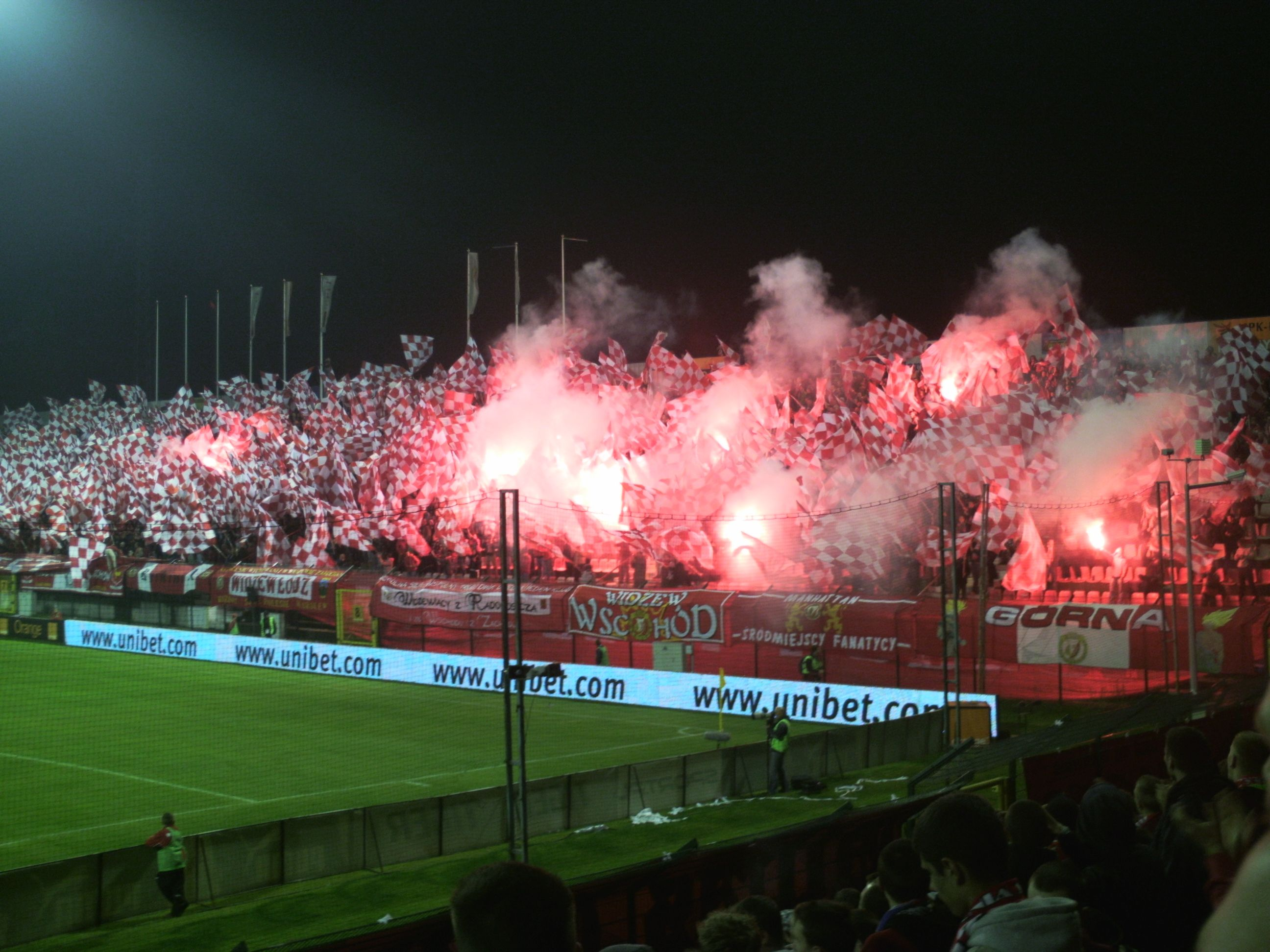
Stadion Widzewa Łódź

### Domácí
- Ekstraklasa:
  - vítěz (4×): 1981, 1982, 1996, 1997
- I Liga (druhá nejvyšší soutěž):
  - vítěz (3×): 2006, 2009, 2010
- Polský fotbalový pohár:
  - vítěz (1×): 1984/85 [2]
- Polský Superpohár:
  - vítěz (1×): 1996[3]
- Polský ligový pohár:
  - finalista (1×): 1977[4]

### Evropské poháry
- PMEZ:
  - semifinále (1×): 1983